# Canton du Tampon-4
Le canton du Tampon-4 est un ancien canton de l'île de La Réunion, département d'outre-mer français de l'océan Indien. Il se limitait à une fraction de la commune du Tampon.

## Histoire
| Période | Période | Identité           | Étiquette | Qualité                           |
| ------- | ------- | ------------------ | --------- | --------------------------------- |
| 1998    | 2004    | Jacquet Hoarau     | DVD       | Adjoint au maire du Tampon        |
| 2004    | 2015    | Jean-Jacques Vlody | PS        | Vice-président du conseil général |